# كريس بيترز
كريس بيترز (بالإنجليزية: Chris Peters)‏ هو لاعب كرة قاعدة أمريكي، ولد في 28 يناير 1972 في بيثل بارك في الولايات المتحدة.

## وصلات خارجية
- كريس بيترز على موقعبيزبول رفرنس.كوم (الدوري الرئيسي) (الإنجليزية)
- كريس بيترز على موقعبيزبول رفرنس.كوم (الدوري الثانوي) (الإنجليزية)
- كريس بيترز على موقع إي إس بي إن.كوم (أم.أل.بي) (الإنجليزية)
- كريس بيترز على موقع مشجعي الرسوم البيانية (الإنجليزية)